# Bosisio Parini
Bosisio Parini is een gemeente in de Italiaanse provincie Lecco (regio Lombardije) en telt 3197 inwoners (31-12-2004). De oppervlakte bedraagt 6,6 km², de bevolkingsdichtheid is 468 inwoners per km².

## Demografie
Bosisio Parini telt ongeveer 1235 huishoudens. Het aantal inwoners steeg in de periode 1991-2001 met 8,8% volgens cijfers uit de tienjaarlijkse volkstellingen van ISTAT.
| Jaar | Inwoneraantal |
| ---- | ------------- |
| 1991 | 2839          |
| 2001 | 3090          |

## Geografie
De gemeente ligt op ongeveer 270 m boven zeeniveau.
Bosisio Parini grenst aan de volgende gemeenten: Annone di Brianza, Cesana Brianza, Eupilio (CO), Molteno, Rogeno.